# Schapsugen

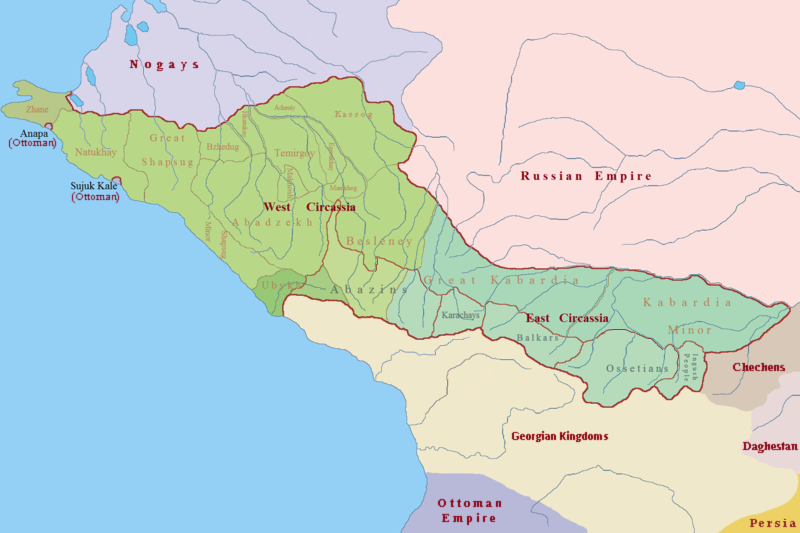
Historische Siedlungsgebiete der Tscherkessenstämme 1750 und verbündeter Sprachgruppen (dicker abgegrenzt). Dritter Stamm von Westen, die Schapsugen.

Die Schapsugen oder Schapsughen (adygeisch Шапсыгъ-адыгэ) sind ein historischer Stamm, eine ethnische Gruppe der Tscherkessen mit Ursprung im Nordkaukasus. Ein Teil von ihnen gilt in Russland auch offiziell als eigene Nationalität, die in Statistiken bis heute getrennt erhoben wird, ehemals die Titularnation eines 1945 aufgehobenen formal autonomen „Schapsugischen Nationalen Rajons“ nahe Tuapse an der russischen Schwarzmeerküste.

## Historischer Stamm

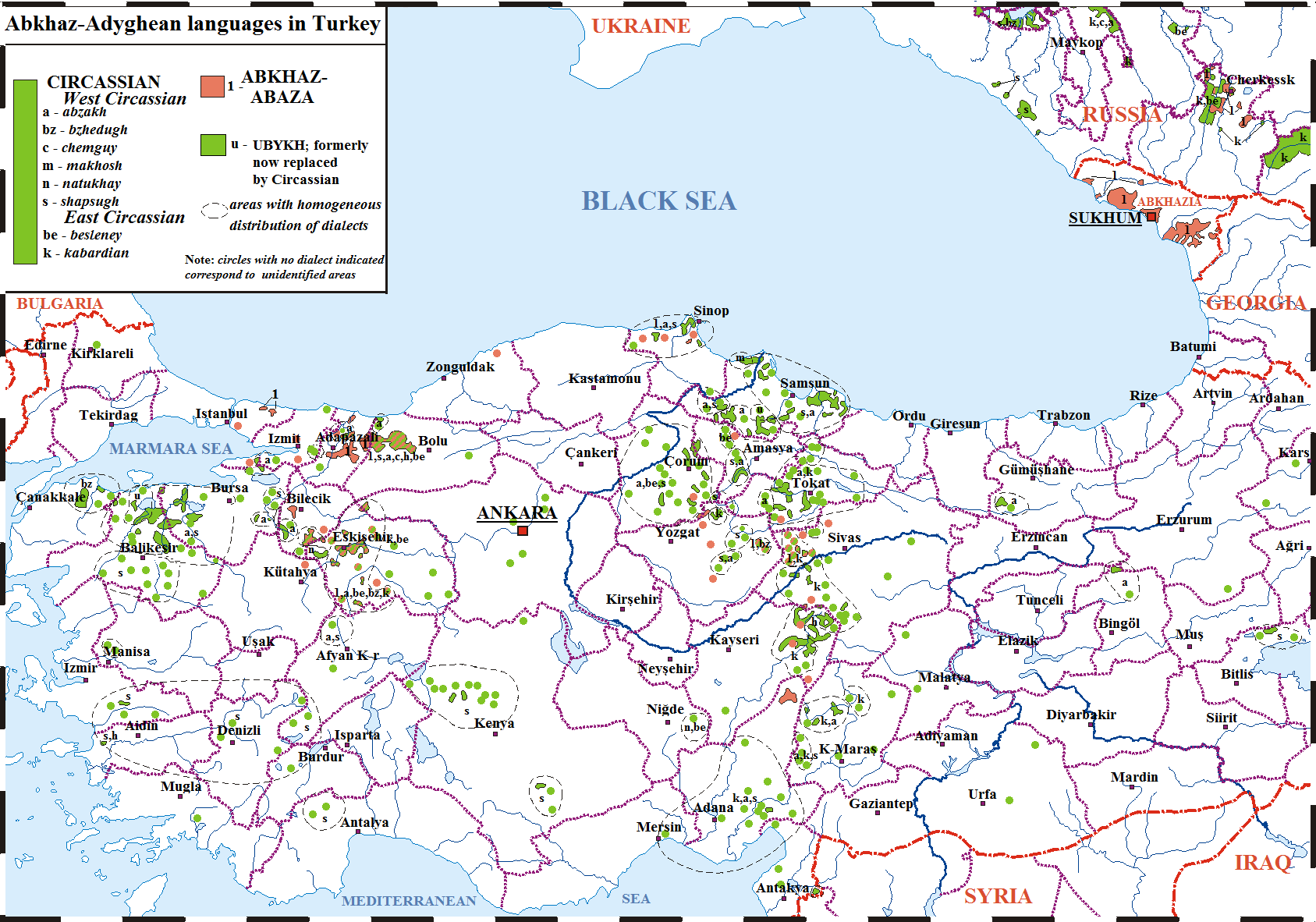
Tscherkessische Minderheit in der Türkei (grün), s=Schapsugen.

In Russland bewohnen sie hauptsächlich die Republik Adygeja, sowie an der Schwarzmeerküste der Region Krasnodar (Sotschi, Tuapse). Die Mehrheit der Schapsugen lebt heute außerhalb des Kaukasus: in der Türkei, in den jordanischen Städten Amman, Na'ur und Mardsch al-Hamam, in Syrien, Israel, den USA und den Staaten der EU.
Die Schapsugen haben einen eigenen Dialekt. Als Schriftsprache verwenden sie seit sowjetischer Zeit die adygeische Sprache, die seit den späten 1930er-Jahren mit kyrillischer Schrift geschrieben wird. Auch in den Traditionen der Schapsugen gibt es einige Besonderheiten zu anderen Stämmen.
Mehrheitlich sind die Schapsugen sunnitische Moslems.
Die Mutter des osmanischen Sultans Abdülhamid II. mit dem Namen Tîr-î-Müjgan Kadınefendi war eine Schapsugin.
Ursprünglich lebten die Schapsugen wohl am Unterlauf des Kuban, expandierten aber im 17./18. Jahrhundert nach Süden in Richtung der Schwarzmeerküste (früher „Klein-Schapsugien“ genannt), wobei sie vielleicht den Tscherkessenstamm der Ubychen nach Süden abdrängten und den vormals selbstständigen Stamm der Hakutschen integrierten.
Mit dem Ende des Kaukasuskrieges 1864 wurden die meisten Schapsugen, die heftigen Widerstand gegen die Expansion Russlands geleistet hatten, ein prominenter Heerführer der Schapsugen war Tyghwyschyqwe Qysbetsch, zusammen mit anderen Tscherkessen-Stämmen übers Schwarze Meer ins Osmanische Reich deportiert, wobei viele Menschen starben. Nur eine kleine Minderheit blieb am unteren Kuban zurück. Eine dritte Gruppe hielt sich in den Bergen des westlichen Kaukasus versteckt und durfte erst nach 1878 in der Nähe von Tuapse neue Dörfer begründen.

## Nationalität in Russland (ehemalige Titularnation)

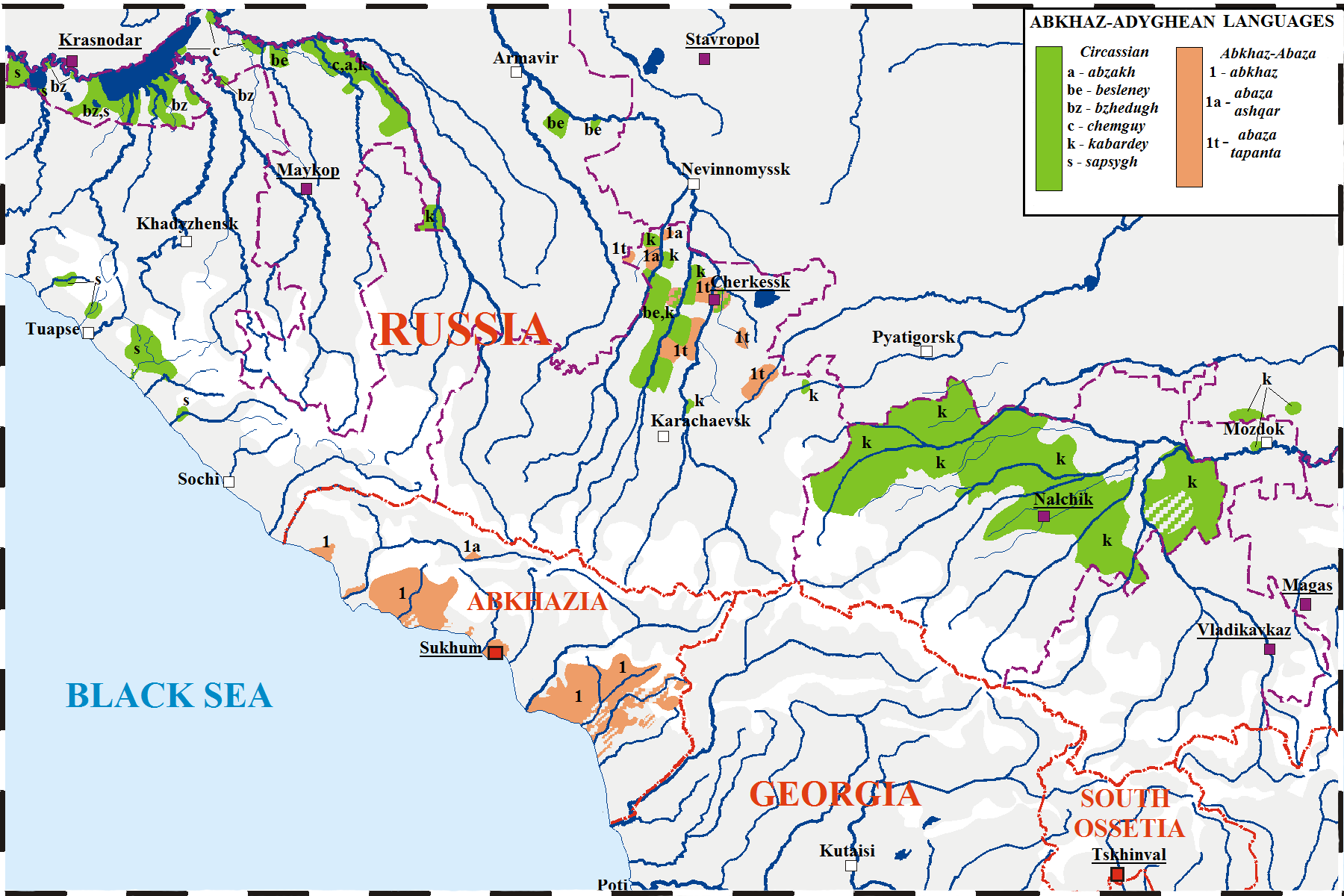
Heutige Siedlungsgebiete der Tscherkessen (grün) im russischen Kaukasus, s=Schapsugen, im Süden jene an der Schwarzmeerküste bei Tuapse, im Nordwesten auch einige in Adygeja.

Von 1923 bis 1945 bestand in der Nähe von Tuapse ein formal autonomer Schapsugischer Nationaler Rajon, dessen Titularnation, d. h. namensgebende Nationalität, unter dem offiziellen Namen „Schapsugen“ in offiziellen Nationalitätenstatistiken getrennt erhoben wurde. Auch nach Auflösung des Nationalen Rajons wurde die Praxis bis heute beibehalten. Nach der Volkszählung in Russland gab es im Jahr 2010 3882 Angehörige der offiziellen Nationalität der Schapsugen. Diese offizielle Nationalität umfasst aber nicht alle Stammesangehörigen der Schapsugen. Jene in der russischen Republik Adygeja werden zur Titularnation der „Adygejer“ gezählt. Beide Nationalitäten verwenden die adygeische Schriftsprache. Wesentlich mehr Angehörige des Stammes der Schapsugen gibt es aber in den Nachfolgestaaten des Osmanischen Reiches.